# La Géante
La Géante ( literal, La giganta ) es un soneto de Charles Baudelaire, el decimonoveno poema de Las Las flores del mal, aparecido en 1857.

## Comentario
Charles Baudelaire estaba muy impresionado por las grandes cosas. En el Salón de 1859 dice: « En la naturaleza y en el arte, prefiero, en igualdad de mérito, las grandes cosas a todas las demás, los grandes animales, los grandes paisajes, los grandes barcos, los grandes hombres, las grandes mujeres, las grandes iglesias, y, transformando como hacen tantos mis gustos en principios, creo que la dimensión no es una consideración sin importancia a los ojos de la belleza.»
Sin duda, Baudelaire estuvo influenciado al escribir este soneto por un cuento de Cazotte. : Le Fou de Bagdad ou Les géants, conte antédiluvien.  «monstrueusement belles, superbement parées. »
Este poema puede prestarse a muchas interpretaciones psicoanalíticas. Es una visión de la mujer como madre. El narrador parece querer volver al período anterior a su nacimiento, ser tragado por la mujer como Jonás por la ballena .

## Otras artes
La Giganta fue musicalizada y cantada por Léo Ferré en su álbum Léo Ferré chante Baudelaire (1967). También inspiró a Philippe Ramos a realizar su película Capitán Achab (2003), con Valérie Crunchant y Frédéric Bonpart. En esta película, la ballena está simbolizada por primeros planos del cuerpo de una mujer, vista como un gigante.